# XV Mistrzostwa Świata w Lataniu Precyzyjnym
XV Mistrzostwa Świata w Lataniu Precyzyjnym – zawody lotnicze Międzynarodowej Federacji Lotniczej (FAI) w lataniu precyzyjnym, zorganizowane w dniach 7-14 lipca 2002 w Zagrzebiu w Chorwacji. Zwyciężyli indywidualnie i zespołowo Czesi, natomiast srebrne medale indywidualnie oraz zespołowo zdobyli w nich zawodnicy polscy.

## Uczestnicy
W zawodach sklasyfikowano 54 zawodników
z Czech (5), Polski (5), Chorwacji (5), RPA (5), Austrii (5), Rosji (5), Francji (4), Słowacji (4), Niemiec (3), Danii (3), Słowenii (2), Wielkiej Brytanii (2), Cypru (2), Norwegii (1), Szwajcarii (1), Szwecji (1), Turcji (1).
Najpopularniejszym typem samolotu była Cessna 150 (19 pilotów), następnie Cessna 152 (15), Cessna 172 (10), Zlin Z-43 (3), A-27M/MC (3), PZL-104M Wilga 2000 (2), PZL-104 Wilga 35 (1), Piper PA-18 (1) (liczby uczestniczących samolotów były mniejsze, gdyż część zawodników korzystała z tych samych maszyn).
W skład polskiej ekipy wchodziło 5 zawodników (typ samolotu, nr rej):
- Janusz Darocha - Cessna 152 SP-FZY[1]
- Andrzej Figiel - PZL-104M Wilga 2000
- Ryszard Michalski - Cessna 152
- Krzysztof Wieczorek - PZL Wilga 35[1] SP-AGZ
- Wacław Wieczorek - PZL Wilga 2000 SP-AHV[1]

## Wyniki

### Indywidualnie
| #   | Pilot               | Państwo   | Samolot        | Numer rej. | Punkty karne za: rozpoznanie + nawigację + lądowania = ogółem | Punkty karne za: rozpoznanie + nawigację + lądowania = ogółem | Punkty karne za: rozpoznanie + nawigację + lądowania = ogółem | Punkty karne za: rozpoznanie + nawigację + lądowania = ogółem |
| 1.  | Luboš Hájek         | Czechy    | Cessna 152     | OK-IKF     | 80                                                            | + 43                                                          | + 21                                                          | = 144                                                         |
| 2.  | Janusz Darocha      | Polska    | Cessna 152     | SP-FZY     | 80                                                            | + 141                                                         | + 32                                                          | = 253                                                         |
| 3.  | Predrag Crnko       | Chorwacja | Cessna 150     | 9A-CCH     | 120                                                           | + 157                                                         | + 20                                                          | = 297                                                         |
| 4.  | Krzysztof Wieczorek | Polska    | PZL Wilga 35   | SP-AGZ     | 165                                                           | + 100                                                         | + 47                                                          | = 312                                                         |
| 5.  | Nigel Hopkins       | RPA       | Cessna 150     | OE-ATN     | 100                                                           | + 217                                                         | + 4                                                           | = 321                                                         |
| 6.  | Jiří Filip          | Czechy    | Cessna 152     | OK-IKF     | 160                                                           | + 104                                                         | + 66                                                          | = 330                                                         |
| 7.  | Wacław Wieczorek    | Polska    | PZL Wilga 2000 | SP-AHV     | 180                                                           | + 84                                                          | + 80                                                          | = 344                                                         |
| 8.  | Želimir Trifunović  | Chorwacja | Cessna 150     | 9A-CCH     | 200                                                           | + 146                                                         | + 19                                                          | = 365                                                         |
| 9.  | Robert Verbančič    | Słowenia  | Cessna 152     | S5-DMI     | 180                                                           | + 152                                                         | + 46                                                          | = 378                                                         |
| 10. | Michal Filip        | Czechy    | Zlin Z-43      | OK-FOH     | 120                                                           | + 208                                                         | + 53                                                          | = 381                                                         |

Dalsze miejsca polskich zawodników:
| 13. | Ryszard Michalski | Polska | Cessna 152     | 120 + 213 + 135 | = 468 |
| 16. | Andrzej Figiel    | Polska | PZL Wilga 2000 | 100 + 331 + 259 | = 690 |

### Zespołowo
(wyniki trzech najlepszych zawodników - liczba punktów karnych i zajęte miejsce:)
1. .  Czechy - 855 pkt
  1. Lubos Hajek - 144 pkt, #1,
  2. Jiří Filip - 330 pkt, #6,
  3. Michal Filip - 381 pkt, #10
2. Polska - 909 pkt
  1. Janusz Darocha - 253 pkt, #2
  2. Krzysztof Wieczorek - 312 pkt, #4,
  3. Wacław Wieczorek - 344 pkt, #7
3. Chorwacja - 1544 pkt
  1. Predrag Crnko - 297 pkt, #3,
  2. Želimir Trifunović - 365 pkt, #8,
  3. Andrej Bagar - 882 pkt, #27
4. RPA - 2076 pkt
  1. Nigel Hopkins - 321 pkt, #5
  2. Adrian Pilling - 565 pkt, #15
  3. Barry De Groot - 1190 pkt, #32
5. Austria - 2322 pkt
6. Francja - 2547 pkt
7. Niemcy - 3214 pkt
8. Dania - 5529 pkt
9. Słowacja - 5673 pkt
10. Rosja - 7926 pkt